# François Lambert (réformateur)
Cet article concerne le moine franciscain. Pour l'administrateur militaire français, voir François Lambert.
Pour les articles homonymes, voir Lambert.
François Lambert, né en 1486 ou 1487 à Avignon et mort le 8 avril 1530 à Frankenberg en Hesse, en latin Franciscus Lambertus, dit aussi Lambert d'Avignon, moine franciscain converti à la Réforme, est un théologien protestant, professeur à l'université de Marbourg, qui a participé à la mise en place de la Réforme dans le landgraviat de Hesse. Malgré ses nombreux écrits, ses hésitations face aux différentes tendances de la Réforme et sa mort prématurée ont limité son influence.

## Biographie
La famille Lambert, originaire d'Orgelet en Franche-Comté, s'était installée à Avignon. François Lambert y naît entre 1485 et 1487 ; son père est secrétaire privé auprès de la légation pontificale.
À l'âge de 15 ans, en 1502, peu après la mort de son père, il entre au couvent franciscain d'Avignon ; à partir de 1517, il exerce comme prédicateur itinérant, avec un succès qui lui vaut le titre de Praedicator apostolicus. Il publie en 1520 à Lyon un traité de spiritualité, La couronne de notre sauveur Jésus Christ, qui témoigne d'une piété franciscaine traditionnelle, mais avec le souci du renouveau de l'Église.
Son étude des Écritures a ébranlé sa foi dans la théologie catholique et il découvre les textes de Martin Luther ; en 1522, chargé par son ordre d'une mission en Allemagne, il s'y rend par la Suisse : il prêche et prononce des sermons à Genève, à Lausanne en juin où il est favorablement accueilli par l'évêque Sébastien de Montfalcon, à Fribourg ; en juillet il est à Berne puis se rend à Zurich où il est autorisé à défendre dans des sermons en latin le culte des saints. Il y rencontre Ulrich Zwingli avec qui il a une discussion publique le 16 juillet. Il passe par Bâle, puis se rend sous le pseudonyme de Johann Serranus et après avoir abandonné son habit monastique à Eisenach où il arrive en novembre. Il cherche à contacter Martin Luther à qui il envoie un manuscrit avec 139 thèses dont il propose de débattre ; Luther, sans montrer particulièrement d'intérêt, le laisse venir à Wittemberg en janvier 1523. François Lambert consacre sa rupture avec son ordre dans une lettre où il explique l’itinéraire spirituel qui l'a fait adhérer à la Réforme.
Lambert est chargé d'un cours sur les prophètes mineurs à la faculté de théologie de l'Université de Wittenberg . Il se marie le 30 juillet 1523 (un an avant Luther), avec Christine, la fille d'un boulanger d'Herzberg.
Il quitte Wittemberg le 14 février 1524 pour Strasbourg, afin de prêcher la Réforme à la communauté francophone ; initialement accepté par le conseil municipal (il est nommé citoyen de la ville le 1er novembre), il est cependant interdit de prédication en 1526. Il fait publier à Strasbourg plusieurs traités ; son Commentariorum de sacro conjugio, avec épître dédicatoire à François Ier, célèbre le mariage, dénonce le célibat destructeur et avilissant et qualifie de pharisien (« pharisaeus ») l'homme qu'il était pendant ses années de vie monastique.
Il s'était lié d'amitié avec Jacob Sturm, qui le recommande au landgrave Philippe de Hesse, favorable à la Réforme. Ce dernier lui demande de participer à une disputatio (un débat public) à Homberg (Efze), dit synode de Homberg, du 21 au 23 octobre 1526 avec Nikolaus Ferber, moine franciscain de Marbourg et porte-parole des catholiques. François Lambert y présente un plan de réorganisation ecclésiale : sa base était essentiellement démocratique, bien qu'elle ait prévu le gouvernement de toute l'Église par le biais d'un synode. Les pasteurs devaient être élus par la congrégation (autonomie des communautés), et l'ensemble du système de droit canonique abandonné. Luther intervient et persuade le landgrave d'abandonner ce projet, beaucoup trop radical aux yeux des luthériens qui, à cette époque, avaient lié la cause luthérienne au soutien des princes plutôt qu'à celui du peuple.
Philippe de Hesse continue cependant à soutenir Lambert, qui, à partir de 1527, enseigne la théologie avec le titre de « Professor primarius », ainsi que le grec et l'hébreu, à l'Université de Marbourg ouverte le 30 mai par le landgrave,. Il y a notamment pour étudiant Patrick Hamilton, qui à l'instigation de Lambert, compose ses Loci communes ou Patrick's Pleas  (Plaidoyers de Patrick) comme on les appelait communément en Écosse. Lambert participe à la grande conférence de Marburg en 1529, sur la présence réelle : s'il avait longtemps oscillé entre la thèse luthérienne et la thèse zwinglienne de l'Eucharistie, il adopte définitivement lors de cette conférence la thèse zwinglienne. Il publie en 1528 un important commentaire sur l'Apocalypse qu'il dédie à Philippe de Hesse, et en 1529 une Somme chrétienne dédiée à l'empereur Charles Quint.
Lambert cependant semblait ne pas se sentir bien à Marburg : dans une lettre au réformateur Martin Bucer, il lui demande de lui trouver une paroisse en Suisse romande. Rien ne se fera : le 8 avril 1530, François Lambert meurt de la peste avec sa famille à Frankenberg où l'université avait été déplacée à cause de l'épidémie ; il est inhumé à Marbourg.

## Publications
François Lambert a écrit une vingtaine d'ouvrages : exégèse biblique, traité de spiritualité, controverse théologique et pastorale ; certains ont fait l'objet de plusieurs éditions.
- La corone de nostre saulveur Jesus Christ, Lyon, Jean de La Place, 1520.
- Francisci Lamberti ... rationes propter quas Minoritarum conversationem habitumque rejecit, Wittenberg, Johann Rhau-Grunenberg, 1523.
- Evangelici in minoritarum regulam commentarii, quibus, palàm fit, quid tam de illa, quàm de aliis monachorum regulis et constitutionibus sentiendum sit, Strasbourg, Johann Knobloch, 1523 Lire en ligne.
- In divi Lucae Evangelium commentarii, Strasbourg, Johannes Herwagen, 1524 Lire en ligne.
- Commentariorum de sacro conjugio et adversus pollutissimum regni perditionis cœlibatum liber, Strasbourg, Johannes Herwagen, 1524.
- Farrago omnium fere rerum theologicarum, Strasbourg, Johannes Herwagen, 1525 Lire en ligne
- Commentarii in quatuor ultimos prophetas, Sophoniam, Aggeum, Zachariam et Malachiam, Strasbourg, Johannes Herwagen, 1525 Lire en ligne.
- Commentarii, in Micheam, Naum, et Abacuc, Nuremberg, Johann Petreius, 1525 Lire en ligne.
- Commentarii de causis excaecationis multorum saeculorum, ac veritate, denuo et novissime Dei misericordia revelata, deque imagine dei, aliisque nonnullis, insignissimis locis, quorum intelligtia, ad cognitionem veritatis, perplexis ac piis mentibus non parum luminis adferet, Strasbourg, Johannes Herwagen, 1525 Lire en ligne.
- Commentarii de prophetia, eruditione et linguis, deque litera et spiritu. Libellus de differentia stimuli carnis satanae nuncii, et ustionis. Libellus de differentia stimuli carnis satanae nuntii et ustionis, Strasbourg, Johannes Herwagen, 1526 Lire en ligne.
- Exegeseos in sanctam divi Joannis apocalypsim, Marbourg, Franz Rhode, 1528 lire en ligne.
- Somme chrestienne a tresvictorieux empereur Charles de ce nom cinquiesme, Marbourg, Franciscus Rhode, 1529.
- Paradoxa, Anvers, Heyndrick Peetersen van Middelburch, 1530.